# Malcolm Toon

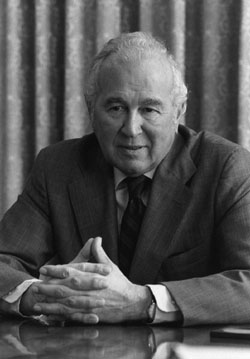
Malcolm Toon

Malcolm Toon (* 4. Juli 1916 in Troy, New York; † 12. Februar 2009 in Pinehurst, North Carolina) war ein US-amerikanischer Diplomat, der unter anderem von 1969 bis 1971 Botschafter in der Tschechoslowakei, zwischen 1971 und 1975 Botschafter in Jugoslawien, von 1975 bis 1976 Botschafter in Israel sowie zuletzt zwischen 1976 und 1979 Botschafter in der Sowjetunion war.

## Leben
Malcolm Toon begann nach dem Schulbesuch zunächst ein grundständiges Studium an der Tufts University, das er 1937 mit einem Bachelor of Arts (B.A.) beendete. Ein darauf folgendes postgraduales Studium an der Tufts University schloss er 1939 mit einem Master of Arts (M.A.) ab. Darüber hinaus absolvierte er Studienaufenthalte am Middlebury College sowie der Harvard University. Nach dem Eintritt der USA in den Zweiten Weltkrieg am 8. Dezember 1941 trat er 1942 in die US Navy ein und fand Verwendungen auf dem Kriegsschauplatz im Pazifikraum. Er wurde zuletzt zum Kapitänleutnant (Lieutenant) befördert und für seine Verdienste mit der Bronze Star Medal ausgezeichnet. Nachdem er aus dem aktiven Militärdienst ausgeschieden war, trat er 1946 in den diplomatischen Dienst (Foreign Service) des US-Außenministeriums ein. In den folgenden Jahren fand er Verwendungen im Außenministerium sowie an Auslandsvertretungen in der Volksrepublik Polen, Volksrepublik Ungarn, Haiti sowie der Bundesrepublik Deutschland. Er war zudem zeitweilig kommissarischer stellvertretender Leiter der Unterabteilung Europa im Außenministerium (Acting Deputy Assistant Secretary for European Affairs).
Am 13. Mai 1969 wurde Toon zum Botschafter in der Tschechoslowakei ernannt und übergab dort am 31. Juli 1969 als Nachfolger von Jacob D. Beam seine Akkreditierung. Er verblieb auf diesem Posten bis zum 11. Oktober 1971 und wurde daraufhin von Albert W. Sherer abgelöst. Er selbst wurde am 7. Oktober 1971 zum Botschafter in der Sozialistischen Föderativen Republik Jugoslawien berufen und überreichte als Nachfolger von William Leonhart am 23. Oktober 1971 sein Beglaubigungsschreiben. Er hatte dieses Amt bis zum 11. März 1975 inne, woraufhin Laurence H. Silberman seine dortige Nachfolge antrat. Daraufhin erfolgte am 9. Juni 1975 seine Ernennung zum Botschafter in Israel, wo er am 10. Juli 1975 als Nachfolger des am 5. Mai 1975 verstorbenen Kenneth Keating antrat. Er hatte diese Funktion bis zum 27. Dezember 1975 inne und wurde daraufhin von Samuel W. Lewis abgelöst.
Zuletzt wurde Malcolm Toon, der sich auch für die American Academy of Diplomacy engagierte, am 24. November 1976 zum Botschafter in der Sowjetunion ernannt und übergab dort am 18. Januar 1977 als Nachfolger von Walter John Stoessel seine Akkreditierung. Er verblieb auf diesem Posten bis zum 16. Oktober 1979, woraufhin Thomas J. Watson, Jr. seine dortige Nachfolge antrat.
Aus seiner 1943 geschlossenen Ehe mit Elizabeth Jane Taylor Toon (1918–1996) gingen die beiden Töchter Barbara Lindenbaum und Nancy M. Toon sowie der Sohn Alan Toon hervor. Nach seinem Tode wurde er auf dem Nationalfriedhof Arlington beigesetzt.

## Auszeichnung
- Bronze Star